# Liste der Brücken über die Muota
Die Liste der Brücken über die Muota enthält die Brücken der Muota von der Quelle im südlichen Bisistal bis zur Mündung bei Brunnen in den Vierwaldstättersee.

## Brückenliste
54 Brücken führen über den Fluss: 32 Strassenbrücken, 13 Fussgängerbrücken, vier Wehrstege, drei Bahnbrücken und zwei Rohrbrücken.

### Quellbäche

#### Ruosalper Bach
Eine Alpenstrassenbrücke und ein Wehrsteg überspannen den linken Quellbach der Muota.
| Bild | Name                  | Ort           | Lage | Funktion                        | Konstruktion | Material | Länge in m | Höhe m ü. M. | Bemerkungen                                     |
| ---- | --------------------- | ------------- | ---- | ------------------------------- | ------------ | -------- | ---------- | ------------ | ----------------------------------------------- |
|      | Unbenannte Brücke     | Unterschächen |      | Alpenstrassenbrücke (einspurig) | Balkenbrücke | Beton    | 10         | 1417         | Wanderweg Zufahrt zum Staudamm Waldialp         |
|      | Ruosalp Stauwehr-Steg | Unterschächen |      | Werkbrücke (privat)             | Balkenbrücke | Stahl    | 3          | 1411         | Das Kraftwerk Ruosalp ist seit 1962 in Betrieb. |

#### Gwalpetenbach
Zwei Feldwegbrücken und eine Alpenstrassenbrücke überspannen den rechten Quellbach der Muota.
| Bild | Name                      | Ort                       | Lage | Funktion                        | Konstruktion | Material | Länge in m | Höhe m ü. M. | Bemerkungen               |
| ---- | ------------------------- | ------------------------- | ---- | ------------------------------- | ------------ | -------- | ---------- | ------------ | ------------------------- |
|      | Unbenannte Brücke         | Unterschächen – Bisisthal |      | Feldwegbrücke                   | Balkenbrücke | Beton    | 6          | 1511         | Talseitige Metallschranke |
|      | Gwalpeten Stauwehr-Brücke | Unterschächen – Bisisthal |      | Feldwegbrücke                   | Balkenbrücke | Beton    | 8          | 1440         | Wanderweg                 |
|      | Unbenannte Brücke         | Unterschächen – Bisisthal |      | Alpenstrassenbrücke (einspurig) | Balkenbrücke | Beton    | 20         | 1324         | Wanderweg                 |

### Bisistal
22 Brücken und Stege überspannen den Fluss in Bisisthal.
| Bild | Name                                         | Ort                     | Lage | Funktion                                                                | Konstruktion | Material    | Länge in m | Höhe m ü. M. | Bemerkungen |
| ---- | -------------------------------------------- | ----------------------- | ---- | ----------------------------------------------------------------------- | ------------ | ----------- | ---------- | ------------ | --- |
|      | Sahli-Brücke                                 | Bisisthal-Sahli         |      | Alpenstrassenbrücke (einspurig)                                         | Balkenbrücke | Holz        | 13         | 1147         | Bei dieser Brücke beginnt der historische Viehfahrweg vom Bisistal auf die Glattalp. Wanderweg |
|      | Unbenannter Steg                             | Bisisthal-Sahli         |      | Fussgängerbrücke (privat)                                               | Balkenbrücke | Stahl       | 10         | 1138         | |
|      | Kraftwerk Sahli Wasserdruckleitungs-Übergang | Bisisthal-Sahli         |      | Rohrleitungsbrücke                                                      | Balkenbrücke | Beton       | 16         | 1136         | Gedeckte Wasserdruck-Rohrbrücke, gebaut 1962 Die Druckleitung führt das Wasser vom Ausgleichsbecken Waldialp zur Francis-Turbine in der EBS Kraftwerkzentrale im Sahli, welche den Wasserdruck in erneuerbaren Strom umwandelt.                     |
|      | Kraftwerk Sahli-Brücke                       | Bisisthal-Sahli         |      | Strassenbrücke (einspurig) mit Barriere und Sicherheitsschranke         | Balkenbrücke | Beton       | 16         | 1135         | Allgemeines Fahrverbot: Das Betreten der Stau- und Werkanlagen ist für Unbefugte verboten, jegliche Haftung wird abgelehnt. |
|      | Unbenannter Steg                             | Bisisthal-Sahli         |      | Fussgängerbrücke                                                        | Balkenbrücke | Beton       | 16         | 1134         | |
|      | Ausgleichsbecken Sahliboden Stauwehr-Brücke  | Bisisthal-Sahli         |      | Strassenbrücke (einspurig) mit Sicherheitsschranke                      | Balkenbrücke | Beton       | 44         | 1132         | Allgemeines Fahrverbot: Das Betreten der Stau- und Werkanlagen ist für Unbefugte verboten, jegliche Haftung wird abgelehnt. Wanderweg |
|      | Unbenannter Steg                             | Bisisthal-Sahli         |      | Fussgängerbrücke                                                        | Balkenbrücke | Beton       | 8          | 1118         | |
|      | Sahlihöchi Stauwehr-Steg                     | Bisisthal-Sahli         |      | Werkbrücke (privat)                                                     | Balkenbrücke | Stahl       | 7          | 1115         | Das Betreten der Stau- und Werkanlagen ist für Unbefugte verboten, jegliche Haftung wird abgelehnt. |
|      | Unbenannter Steg                             | Bisisthal               |      | Fussgängerbrücke                                                        | Balkenbrücke | Beton       | 7          | 1018         | |
|      | Schwarzenbach-Brücke                         | Bisisthal-Schwarzenbach |      | Strassenbrücke (zweispurig)                                             | Balkenbrücke | Beton       | 20         | 954          | Höchstgeschwindigkeit 80 km/h Wanderweg |
|      | Unbenannter Steg                             | Bisisthal-Schönenboden  |      | Fussgängerbrücke                                                        | Balkenbrücke | Stahl       | 8          | 837          | Bergseitige Schranke |
|      | Unbenannte Brücke                            | Bisisthal-Hinterseeberg |      | Feldwegbrücke                                                           | Balkenbrücke | Beton       | 12         | 788          | Wanderweg |
|      | Unbenannte Brücke                            | Bisisthal-Hinterseeberg |      | Strassenbrücke (einspurig)                                              | Balkenbrücke | Beton       | 15         | 787          | Zufahrt zu den Gebäuden Seeberg 5 und Seeberg 7. |
|      | Unbenannte Brücke                            | Bisisthal-Vorderseeberg |      | Strassenbrücke (einspurig)                                              | Balkenbrücke | Beton       | 15         | 784          | Zufahrt zu den Gebäuden Seeberg 1 und Seeberg 3. |
|      | Riedplätz Stauwehr-Steg                      | Bisisthal               |      | Werkbrücke                                                              | Balkenbrücke | Beton       | 18         | 782          | Privater Steg mit Treppen |
|      | Mettlen-Brücke                               | Bisisthal               |      | Strassenbrücke (einspurig)                                              | Balkenbrücke | Beton       | 17         | 774          | Holzfahrbahn Ein historischer Fahrweg führt über diese Brücke. Zufahrt zu Schnäggenblätz Mountainbikeland-Route 804 Muotathal Urwald Bike (Muotathal–Eigeliswald–Tor–Mettlen–Muotathal) Wanderweg                                                   |
|      | Laui-Brücke (Bisisthalerstrasse)             | Bisisthal               |      | Strassenbrücke (zweispurig)                                             | Balkenbrücke | Beton       | 15         | 770          | Höchstgeschwindigkeit 80 km/h, Höchstgewicht 40 t AAGS-Buslinie 506 (Muotathal – Bisisthal) Mountainbikeland-Route 804 Muotathal Urwald Bike (Muotathal–Eigeliswald–Tor–Mettlen–Muotathal)                                                          |
|      | Steinweid-Brücke (Bisisthalerstrasse)        | Bisisthal               |      | Strassenbrücke (zweispurig)                                             | Balkenbrücke | Beton       | 30         | 734          | Höchstgeschwindigkeit 80 km/h, Höchstgewicht 40 t AAGS-Buslinie 506 (Muotathal – Bisisthal) Mountainbikeland-Route 804 Muotathal Urwald Bike (Muotathal–Eigeliswald–Tor–Mettlen–Muotathal) Wanderweg                                                |
|      | Zwingsbrücke (Bisisthalerstrasse)            | Bisisthal-Herrgott      |      | Strassenbrücke (zweispurig)                                             | Balkenbrücke | Beton Stahl | 20         | 721          | Draht-Spannbrücke, gebaut 1987, verstärkt 1990 Höchstgeschwindigkeit 80 km/h, Höchstgewicht 40 t AAGS-Buslinie 506 (Muotathal – Bisisthal) Mountainbikeland-Route 804 Muotathal Urwald Bike (Muotathal–Eigeliswald–Tor–Mettlen–Muotathal) Wanderweg |
|      | Husky-Lodge-Brücke                           | Bisisthal-Balm          |      | Fussgängerbrücke                                                        | Bogenbrücke  | Holz        | 28         | 646          | Gitterrostboden Wanderweg Erlebniswelt Muotathal |
|      | Brücke Balm                                  | Bisisthal-Balm          |      | Strassenbrücke (einspurig) mit Wasserrohrleitung unterhalb der Fahrbahn | Balkenbrücke | Beton Stahl | 30         | 641          | Stahl-Spannbrücke, gebaut 1994 Zufahrt zum Kraftwerk Hinterthal und zum Hüttenhotel Husky-Lodge. |
|      | Unbenannte Brücke                            | Bisisthal-Stützli       |      | Werkbrücke                                                              | Balkenbrücke | Stahl       | 40         | 633          | Private Brücke mit Treppen beim stillgelegten Steinbruch Pfyl. Hinweistafel: Betreten der «Baustelle» verboten, bei Unfällen wird jede Haftung abgelehnt!                                                                                           |

### Muotatal
10 Brücken und Stege überspannen den Fluss in Muotathal.
| Bild                                                              | Name                             | Ort                  | Lage | Funktion                                                  | Konstruktion    | Material | Länge in m | Höhe m ü. M. | Bemerkungen |
| ----------------------------------------------------------------- | -------------------------------- | -------------------- | ---- | --------------------------------------------------------- | --------------- | -------- | ---------- | ------------ | --- |
|                                                                   | Hintere Brücke                   | Muotathal-Hinterthal |      | Strassenbrücke (zweispurig) mit Trottoirs 387             | Balkenbrücke    | Beton    | 40         | 628          | Gebaut 1983, die alte Brücke war gedeckt Höchstgeschwindigkeit 50 km/h, Höchstgewicht 40 t AAGS-Buslinien 501 (Arth – Arth-Goldau – Lauerz – Schwyz – Muotathal) und 506 (Muotathal – Bisisthal) Mountainbikeland-Route 804 Muotathal Urwald Bike (Muotathal–Eigeliswald–Tor–Mettlen–Muotathal) Veloland-Route 83 Suworow-Route (Etappe 1 Schwyz–Glarus) Wanderland-Route 55 Via Suworow (Etappe 7 Muotathal–Hinter Klöntal) |
|                                                                   | Unbenannte Brücke                | Muotathal-Säge       |      | Fussgängerbrücke                                          | Hängebrücke     | Stahl    | 26         | 623          | Metallhängebrücke mit Gitterrostboden, gebaut 2002 Verbot für Tiere Wanderland-Route 29 Pragelpass Weg (Etappe 2 Muotathal–Hinter Klöntal) |
|                                                                   | Klostersteg                      | Muotathal            |      | Fussgänger- und Velobrücke                                | Gedeckte Brücke | Holz     | 30         | 615          | Gedeckte Holzbrücke, gebaut 2014 Höchstgewicht 6 t (Unterhaltsfahrzeuge gestattet) |
|                                                                   | Kirchenbrücke                    | Muotathal            |      | Strassenbrücke (zweispurig) mit abgetrenntem Trottoir     | Bogenbrücke     | Holz     | 44         | 611          | Fichtenholz-Bogenbrücke, gebaut 2009/10, die alte Brücke war gedeckt. Höchstgeschwindigkeit 50 km/h, Höchstgewicht 40 t AAGS-Buslinie 506 (Muotathal – Bisisthal) Mountainbikeland-Route 804 Muotathal Urwald Bike (Muotathal–Eigeliswald–Tor–Mettlen–Muotathal) Wanderweg |
|                                                                   | Föllmisbrücke                    | Muotathal            |      | Strassenbrücke (zweispurig) mit abgetrenntem Trottoir 387 | Balkenbrücke    | Beton    | 90         | 591          | Höchstgeschwindigkeit 80 km/h Bushaltestelle der Auto AG Schwyz befindet sich auf der Brücke. AAGS-Buslinie 501 (Arth – Arth-Goldau – Lauerz – Schwyz – Muotathal) Mountainbikeland-Route 801 Fronalp Tour (Stoos (Schlattli)–Stoos (Schlattli)) Veloland-Route 83 Suworow-Route (Etappe 1 Schwyz–Glarus) 300 m flussaufwärts befindet sich das national geschützte Auengebiet Tristel.                                      |
|                                                                   | Vordere Brücke («Jessenenbrügg») | Muotathal-Ried       |      | Strassenbrücke (einspurig) mit schmalen Trottoirs         | Gedeckte Brücke | Holz     | 35         | 584          | Gedeckte Holzbrücke, gebaut 1998, ersetzte frühere Brücken an diesem Standort. Wanderweg |
|                                                                   | Unbenannter Steg                 | Muotathal-Ried       |      | Fussgängerbrücke (privat)                                 | Hängebrücke     | Stahl    | 45         | 577          | Warnung: Da für die Benützung dieses Steges kein Wegrecht besteht, lehnt der Eigentümer bei Unfällen jede Haftpflicht ab. |
| Alte Bogenbrücke (gebaut 1910) Neue Rahmenbrücke (gebaut 2020/21) | Gizenenbrücke (Stossstrasse)     | Muotathal-Ried       |      | Strassenbrücke (einspurig)                                | Rahmenbrücke    | Beton    | 32         | 569          | Gebaut 2020/21, ersetzte Eisenbeton-Bogenbrücke von 1910 Höchstgeschwindigkeit 60 km/h Allgemeines Fahrverbot: Ausgenommen land- und forstwirtschaftliche Fahrzeuge und Fahrberechtigte mit Ausweis Wanderweg |
|                                                                   | Stöcksteg                        | Muotathal-Ried       |      | Fussgängerbrücke (privat)                                 | Hängebrücke     | Stahl    | 25         | 559          | Metallhängebrücke mit Gitterrostboden, gebaut 1953, saniert 2010/11 Privater Durchgang, betreten des Steges verboten |
|                                                                   | Selgisbrücke                     | Muotathal-Ried       |      | Strassenbrücke (einspurig) mit schmalen Trottoirs         | Gedeckte Brücke | Holz     | 55         | 558          | Gedeckte Holzbrücke, gebaut 2002, ersetzte baufällige Betonbrücke Höchstgewicht 40 t Mountainbikeland-Route 801 Fronalp Tour (Stoos (Schlattli)–Stoos (Schlattli)) |

### SchwyzundBrunnen
17 Brücken und Stege überspannen den Fluss in Schwyz und Brunnen.
| Bild                                                                  | Name                                     | Ort                       | Lage | Funktion                                                                                               | Konstruktion        | Material    | Länge in m | Höhe m ü. M. | Bemerkungen |
| --------------------------------------------------------------------- | ---------------------------------------- | ------------------------- | ---- | --- | ------------------- | ----------- | ---------- | ------------ | --- |
|                                                                       | Standseilbahn Schwyz–Stoos-Brücke        | Schwyz-Hinteres Schlattli |      | Standseilbahnbrücke (eingleisig)                                                                       | Sprengwerkbrücke    | Stahl       | 150        | 552          | Leicht geneigte Stahlsprengwerkbrücke, fertiggestellt 2015 Steilste Standseilbahn der Welt mit zwei Wagen, eröffnet am 15. Dezember 2017, ersetzte alte Stoosbahn von 1933. |
|                                                                       | Kraftwerk Schlattli Stauwehr-Brücke      | Schwyz-Hinteres Schlattli |      | Strassenbrücke (einspurig)                                                                             | Laufwasserkraftwerk | Beton       | 30         | 551          | Betonstaudammbrücke Allgemeines Fahrverbot Mountainbikeland-Route 801 Fronalp Tour (Stoos (Schlattli)–Stoos (Schlattli)) Wanderland-Route 55 Pragelpass Weg (Etappe 1 Schwyz–Muotathal) |
|                                                                       | Alte Standseilbahn Schwyz–Stoos-Brücke   | Schwyz-Schlattli          |      | Standseilbahnbrücke (eingleisig, stillgelegt)                                                          | Bogenbrücke         | Stahl       | 60         | 570          | Leicht geneigte Eisenbogenbrücke, gebaut 1970, ersetzte Brücke von 1933. Nach über acht Jahrzehnten Betrieb wurde die Bahn am 17. Dezember 2017 durch die neu gebaute Standseilbahn ersetzt. |
|                                                                       | Suworowbrücke                            | Schwyz-Schlattli          |      | Strassenbrücke (einspurig)                                                                             | Gedeckte Brücke     | Holz        | 30         | 534          | Historische gedeckte Holzbrücke, gebaut 1810, umfassend instand gesetzt 2010/11 Das Bauwerk ist denkmalgeschützt. Höchstgeschwindigkeit 60 km/h, Höchstgewicht 3,5 t, Höchsthöhe 2,5 m Mountainbikeland-Route 801 Fronalp Tour (Stoos (Schlattli)–Stoos (Schlattli)) und Route 961 Schwyzer Tour (Brunnen–Brunnen) Wanderland-Route 55 Pragelpass Weg (Etappe 1 Schwyz–Muotathal) |
|                                                                       | Unbenannte Brücke                        | Ibach                     |      | Strassenbrücke (einspurig)                                                                             | Balkenbrücke        | Beton       | 28         | 464          | Zufahrt zum Kraftwerk Wernisberg Das Kraftwerk, gebaut 1966, nutzt das Wasser aus der Muota, welches im Ausgleichsbecken im Selgis aufgestaut und mit einer Druckleitung zum Kraftwerk geführt wird. |
|                                                                       | Wasserdruckleitungs-Übergang             | Ibach                     |      | Rohrleitungsbrücke                                                                                     | Rohrbrücke          | Stahl       | 35         | 462          | Wasserdruck-Rohrbrücke beim Kraftwerk Wernisberg. |
|                                                                       | Hintere Muotabrücke (Brücke Hinteribach) | Ibach                     |      | Strassenbrücke (einspurig)                                                                             | Bogenbrücke         | Beton       | 38         | 456          | Schützenswerte Betonbogenbrücke, gebaut 1911/12, erneuert 2008 Das Bauwerk ist denkmalgeschützt. Höchstgeschwindigkeit 50 km/h, Höchstgewicht 3,5 t Veloland-Route 83 Suworow-Route (Etappe 1 Schwyz–Glarus) Wanderland-Route 55 Pragelpass Weg (Etappe 1 Schwyz–Muotathal) 300 m flussaufwärts auf der linken Flussseite befindet sich das national geschützte Amphibienlaichgebiet Hinter Ibach.                                                                                      |
|                                                                       | Vordere Muotabrücke (Gotthardstrasse)    | Ibach                     |      | Strassenbrücke (zweispurig) mit abgetrennten Trottoirs                                                 | Balkenbrücke        | Beton       | 45         | 454          | Die Brücke wurde 2000/01 erstellt. Sie ersetzte die Maillartbrücke von 1913 und eine gedeckte Holzbrücke von 1720. Höchstgeschwindigkeit 50 km/h AAGS-Buslinien 502 (Arth – Arth-Goldau – Schwyz – Brunnen – Gersau – Vitznau – Küssnacht a.R.), 508 (Seewen – Schwyz – Brunnen – Gersau) und 531 (Kollegi – Schwyz Zentrum – Studenmatt – Oberschönenbuch) Wanderland-Route 4 ViaJacobi (Etappe 6 Schwyz–Stans)                                                                        |
| Geplante Übergangsstelle Sicht vom linken Ufer Sicht vom rechten Ufer | Muotabrücke West (geplant)               | Ibach                     |      | Strassenbrücke (zweispurig) mit kombiniertem Fuss- und Veloweg                                         | Bogenbrücke         | Stahl Beton | 52         | 450          | Baubeginn geplant ab 2023, Inbetriebnahme ab 2025 |
|                                                                       | Muotabrücke Schwyz (A4 Autobahn)         | Schwyz                    |      | Autobahnbrücke (vierspurig)                                                                            | Balkenbrücke        | Beton       | 85         | 448          | Eröffnet 1983 Höchstgeschwindigkeit 120 km/h |
| Fussgängersteg Muota Schwyz SZ 20180725-jag9889                       | Unbenannter Steg                         | Brunnen - Schwyz          |      | Fussgängerbrücke                                                                                       | Balkenbrücke        | Stahl       | 60         | 447          | Bauwerk ist an der Eisenbahnbrücke angehängt. Wanderweg |
|                                                                       | Muotabrücke Schwyz (SBB Brücke)          | Brunnen - Schwyz          |      | Eisenbahnbrücke (zweigleisig)                                                                          | Fachwerkbrücke      | Stahl       | 54         | 447          | Höchstgeschwindigkeit 140 km/h Bahnstrecke Immensee–Chiasso |
|                                                                       | Seewenstrasse-Brücke                     | Brunnen                   |      | Strassenbrücke (einspurig) mit beidseitigen schmalen Trottoirs                                         | Balkenbrücke        | Beton       | 70         | 445          | Vortritt vor dem Gegenverkehr (Fahrtrichtung Brunnen) Dem Gegenverkehr Vortritt lassen (Fahrtrichtung Seewen) Höchstgeschwindigkeit 60 km/h Mountainbikeland-Route 961 Schwyzer Tour (Brunnen–Brunnen) Veloland-Route 77 Rigi Reuss Klettgau (Etappe 1 Brunnen–Rotkreuz) Die Brücke überquert auch die Seeweren. |
|                                                                       | Unbenannte Brücke                        | Brunnen                   |      | Fussgängerbrücke                                                                                       | Balkenbrücke        | Beton       | 40         | 441          | Brücke beim EWS Kraftwerk Brunnen, gebaut 1920er-1930er Jahre, ersetzte Brücke von 1885. Wanderweg |
|                                                                       | Wylerbrücke                              | Brunnen                   |      | Strassenbrücke (ehemalig), dient seit der Versetzung nur noch Fussgängern und Velofahrern              | Gedeckte Brücke     | Holz        | 35         | 441          | Schützenswerte gedeckte Holzbrücke, gebaut 1716 Um einer Betonbrücke Platz zu machen, wurde die Holzbrücke 1974/75 sechs Meter flussaufwärts verschoben, 70 cm gehoben und umfassend restauriert. Bei der Renovation im Jahr 2008 wurde die Brücke weitere 1,20 Meter gehoben. Das Bauwerk ist seit 1975 denkmalgeschützt. Wanderweg |
|                                                                       | Wylenstrasse-Brücke                      | Brunnen                   |      | Strassenbrücke (zweispurig) mit Trottoir                                                               | Balkenbrücke        | Beton       | 45         | 441          | Gebaut 1974 Höchstgeschwindigkeit 50 km/h Mountainbikeland-Route 963 Rigi Tour (Brunnen–Brunnen) |
|                                                                       | Luzernerstrasse-Brücke                   | Brunnen                   |      | Strassenbrücke (zweispurig) mit Trottoir, Velostreifenmarkierung und Rohrleitungen an der Brückenseite | Balkenbrücke        | Beton       | 120        | 440          | Höchstgeschwindigkeit 80 km/h Die hydrometrische Messstation Muota - Ingenbohl (2084) vom Bundesamt für Umwelt (BAFU) befindet sich 150 m flussabwärts auf der linken Flussseite der Brücke. |
|                                                                       | Gersauerstrasse-Brücke                   | Brunnen                   |      | Strassenbrücke (zweispurig) mit Trottoirs                                                              | Balkenbrücke        | Beton       | 40         | 438          | Höchstgeschwindigkeit 60 km/h AAGS-Buslinien 502 (Arth – Arth-Goldau – Schwyz – Brunnen – Gersau – Vitznau – Küssnacht a.R.) und 508 (Seewen – Schwyz – Brunnen – Gersau) Veloland-Route 4 Alpenpanorama-Route (Etappe 4 Flüelen–Sörenberg) und Route 38 Luzerner Hinterland Rigi (Etappe 3 Luzern–Brunnen) Wanderland-Route 98 Waldstätterweg (Etappe 1 Brunnen–Vitznau) Auf der rechten Flussseite beim Vierwaldstättersee befindet sich das national geschützte Flachmoor Hopfräben. |